# BiberClan
BiberClan ist der Name eines Kartenspiels des deutschen Spieleautors Jörg von Rüden, das im Jahr 2018 bei dem Verlag Amigo erschienen ist. Es handelt sich um ein eigenständiges Kartenspiel, das jedoch optisch an das Amigo-Spiel Biberbande von 2002 angepasst und mit diesem kombinierbar ist.

## Thema und Ausstattung
Bei BiberClan versuchen die Spieler möglichst hohe Karten oder Kartenkombinationen in ihre eigene Kartenauslage zu bekommen und diese so zu sichern, dass sie nicht von den Gegenspielern ausgetauscht werden. Wenn ein Spieler seine Biberburg vollendet hat, geht das Spiel in die Endrunde und Sieger ist der Spieler, der am Ende in seiner Burg die meisten Punkte hat.
Das Spielmaterial besteht neben einer Spielanleitung aus 66 Spielkarten. Darin enthalten sind 52 Zahlenkarten, wobei die Werte 1 bis 3 je sechsmal, 4 bis 6 je fünfmal, 7 bis 9 je viermal und der Wert 0 siebenmal vorkommt, sowie 14 Sonderkarten mit 5 Karten „Abräumen“ und 9 Karten „Umdrehen“. Hinzu kommen sechs Spielertableaus (Biberburgen) mit Platz für fünf Zahlenkarten.

## Spielweise
Zu Beginn des Spiels bekommt jeder Mitspieler eine Biberburg, die er vor sich auslegt. Die Spielkarten werden gemischt und bilden einen verdeckten Nachziehstapel, der in der Tischmitte platziert wird. Neben diesem Stapel entsteht im Spiel zudem ein Ablagestapel.
Beginnend mit dem Startspieler spielen die Mitspieler im Uhrzeigersinn. Jeder Spieler nimmt sich die oberste Karte vom Nachziehstapel und sieht sie sich an, dabei kann es sich um eine Zahlenkarte von „0“ bis „9“ oder um eine Sonderkarte handeln. Handelt es sich um eine Zahlenkarte, darf er diese in die eigene Biberburg oder in die eines Mitspielers legen. Dabei darf er sie auf einen freien Platz legen oder mit einer Karte austauschen sowie offen oder verdeckt in die Burg legen. Wenn er eine Karte in der Burg eines Mitspielers austauscht, muss er die ausgetauschte Karte offen oder verdeckt auf einen freien Platz seiner eigenen Biberburg legen. Handelte es sich dabei um eine verdeckte Karte, darf sie sich der Spieler vor der Auslage anschauen. Wenn der Spieler eine Karte in der eigenen Biberburg austauscht, legt er die ausgetauschte Karte auf den offenen Ablagestapel.
Geschützte Karten können nicht getauscht oder durch Sonderkarten beeinflusst werden. Als geschützt gelten Karten, wenn sie durch eine Karte in einer darüberliegenden Reihe bedeckt sind. Sobald ein Spieler die oben liegende Karte entfernt, ist der Schutz aufgehoben. Zusätzlich ist eine Karte geschützt, wenn es sich um die einzige offene Karte in einer Biberburg handelt, in diesem Fall darf sie nur vom Besitzer der Burg getauscht oder durch Sonderkarten
beeinflusst werden.
Handelt es sich bei der gezogenen Karte um eine Sonderkarte, darf der Spieler die entsprechende Sonderaktion ausführen und nimmt danach die Karte aus dem Spiel. Danach zieht er eine weitere Karte und kann erneut eine Zahlen- oder Sonderkarte bekommen. Die Sonderkarten sind:
- Abräumen: Der Spieler muss eine nicht geschützte Karte aus einer beliebigen Biberburg nehmen und auf den Ablagestapel legen.
- Umdrehen: Der Spieler muss eine nicht geschützte Karte in einer beliebigen Biberburg umdrehen.

Kann eine Sonderaktion nicht durchgeführt werden, verfällt sie; ist sie durchführbar muss sie jedoch durchgeführt werden.
Sobald ein Spieler fünf Karten in seiner Biberburg liegen hat, beginnt die letzte Runde des Durchgangs, wobei die fünfte Karte nur durch den jeweiligen Spieler selbst in die eigene Biberburg gelegt werden darf. Die Karten dieser Burg sind geschützt und alle Mitspieler haben danach noch einen Spielzug. Danach decken alle Spieler ihre Karten in der Burg auf und zählen die Werte auf den Karten zusammen. Hat ein Spieler in seiner Biberburg drei gleiche Zahlenkarten, bekommt er hierfür zusätzlich einen Bonus von 15 Punkten und bei vier gleichen Zahlenkarten erhöht sich der Bonus auf 25 Punkte. Bei fünf gleiche Karten in seiner Biberburg gewinnt er sofort das gesamte Spiel. Der Spieler, der seine Burg zuerst fertiggestellt hat, bekommt einen Malus von 10 Punkten, wenn ein anderer Spieler nach dem Addieren aller Zahlenwerte und Bonuspunkte mehr Punkte als dieser gesammelt hat.
Insgesamt werden fünf Durchgänge gespielt. Das Spiel gewinnt der Spieler, der nach allen Durchgängen insgesamt die meisten Punkte hat.

## Kombination mitBiberbande
Das Spiel BiberClan kann mit dem Kartenspiel Biberbande aus dem gleichen Verlag kombiniert werden. Dabei werden alle Spielkarten aus BiberClan mit je vier Zahlenkarten von „0“ bis „9“ und je sieben Sonderkarten „Tausch“
und „Spähen“ aus Biberbande gemischt und als gemeinsamer Nachziehstapel bereitgelegt.
Bei dem Spiel gelten alle Regeln analog zu BiberClan, wobei die zusätzlichen Sonderkarten folgende Effekte haben:
- Tausch: Der Spieler muss zwei nicht geschützte Karten aus zwei verschiedenen Biberburgen austauschen, entweder eine aus der eigenen Biberburg gegen eine Karte aus der Biberburg eines Mitspielers oder zwei Karten aus den Biberburgen zweier Mitspieler. Dabei darf sich der Spieler verdeckt liegende Karten nicht anschauen.
- Spähen: Der Spieler darf sich eine nicht geschützte verdeckt liegende Karte in einer beliebigen Biberburg

geheim anschauen.

## Versionen und Rezeption
Das Spiel BiberClan wurde von Jörg von Rüden entwickelt und 2018 auf Deutsch von dem Spieleverlag Amigo sowie auf Niederländisch von 999 Games veröffentlicht. Die Illustrationen stammen von Björn Pertoft und sind in der Gestaltung an das 2002 erschienene Spiel Biberbande angepasst.

## Belege
1. 1 2 3 4 5 6 7 8  
Spieleanleitung BiberClan, AMIGO Spiel + Freizeit GmbH 2018
2. ↑  
BiberClan, Versionen bei BoardGameGeek. Abgerufen am 5. Januar 2019.